# ジャック・スウィンスキー
ジャック・ウィリアム・スウィンスキー（Jack William Suwinski, 1998年7月29日 - ）は、 アメリカ合衆国イリノイ州シカゴ出身のプロ野球選手（外野手）。左投左打。MLBのピッツバーグ・パイレーツ所属。

## 経歴

### プロ入りとパドレス傘下時代
2016年のMLBドラフト15巡目（全体444位）でサンディエゴ・パドレスから指名され、プロ入り。契約後、傘下のルーキー級アリゾナリーグ・パドレスでプロデビュー。30試合に出場して打率.241、10打点、3盗塁を記録した。
2017年はA級フォートウェイン・ティンキャップスでプレーし、125試合に出場して打率.227、9本塁打、41打点、6盗塁を記録した。
2018年もA級フォートウェインでプレーし、111試合に出場して打率.255、10本塁打、57打点、7盗塁を記録した。
2019年はA+級レイクエルシノア・ストームでプレーし、116試合に出場して打率.208、12本塁打、51打点、2盗塁を記録した。
2020年はCOVID-19の影響でマイナーリーグの試合が開催されなかったため、公式戦の出場は無かった。
2021年は5月のマイナーリーグ開幕からAA級サンアントニオ・ミッションズでプレーした。

### パイレーツ時代
2021年7月26日にアダム・フレイジャー、金銭140万ドルとのトレードで、トゥクピータ・マルカーノ、ミッチェル・ミリアーノと共にピッツバーグ・パイレーツへ移籍した。移籍後は傘下のAA級アルトゥーナ・カーブでプレーし、移籍前を含めた2球団合計で111試合に出場して打率.262、19本塁打、58打点、11盗塁を記録した。オフの11月19日にルール・ファイブ・ドラフトでの流出を防ぐために40人枠入りした。
2022年4月26日にメジャー初昇格し、同日のミルウォーキー・ブルワーズ戦にてメジャー初出場を果たした。この試合の9回裏にホセ・ウレーニャからメジャー初安打を記録した。6月19日のサンフランシスコ・ジャイアンツ戦では1試合3本塁打を記録し、3本目の本塁打はサヨナラ本塁打であった。ルーキーが1試合でサヨナラ本塁打を含む3本塁打を放ったのはMLB史上初の出来事であった。最終的に106試合に出場して打率.202、19本塁打、38打点、4盗塁を記録した。
2023年は144試合に出場して打率.224、26本塁打、74打点、13盗塁を記録した。

## 選手としての特徴
打撃は長打力を秘めており、守備では身体能力の高さから右翼手が適任であると言われている。

## 詳細情報

### 年度別打撃成績
| 年 度    | 球 団    | 試 合 | 打 席 | 打 数 | 得 点 | 安 打 | 二 塁 打 | 三 塁 打 | 本 塁 打 | 塁 打 | 打 点 | 盗 塁 | 盗 塁 死 | 犠 打 | 犠 飛 | 四 球 | 敬 遠 | 死 球 | 三 振 | 併 殺 打 | 打 率 | 出 塁 率 | 長 打 率 | O P S |
| -------- | -------- | ----- | ----- | ----- | ----- | ----- | -------- | -------- | -------- | ----- | ----- | ----- | -------- | ----- | ----- | ----- | ----- | ----- | ----- | -------- | ----- | -------- | -------- | ----- |
| 2022     | PIT      | 106   | 372   | 326   | 45    | 66    | 11       | 0        | 19       | 134   | 38    | 4     | 2        | 0     | 1     | 41    | 1     | 4     | 114   | 5        | .202  | .298     | .411     | .709  |
| 2023     | PIT      | 144   | 534   | 447   | 63    | 100   | 21       | 2        | 26       | 203   | 74    | 13    | 2        | 0     | 6     | 75    | 2     | 6     | 172   | 2        | .224  | .339     | .454     | .793  |
| MLB：2年 | MLB：2年 | 250   | 906   | 773   | 108   | 166   | 33       | 2        | 45       | 337   | 112   | 17    | 4        | 0     | 7     | 116   | 3     | 10    | 286   | 7        | .215  | .322     | .436     | .758  |

- 2023年度シーズン終了時

### 年度別守備成績
| 年 度 | 球 団 | 左翼（LF） | 左翼（LF） | 左翼（LF） | 左翼（LF） | 左翼（LF） | 左翼（LF） | 中堅（CF） | 中堅（CF） | 中堅（CF） | 中堅（CF） | 中堅（CF） | 中堅（CF） | 右翼（RF） | 右翼（RF） | 右翼（RF） | 右翼（RF） | 右翼（RF） | 右翼（RF） |
| 年 度 | 球 団 | 試 合      | 刺 殺      | 補 殺      | 失 策      | 併 殺      | 守 備 率   | 試 合      | 刺 殺      | 補 殺      | 失 策      | 併 殺      | 守 備 率   | 試 合      | 刺 殺      | 補 殺      | 失 策      | 併 殺      | 守 備 率   |
| ----- | ----- | ---------- | ---------- | ---------- | ---------- | ---------- | ---------- | ---------- | ---------- | ---------- | ---------- | ---------- | ---------- | ---------- | ---------- | ---------- | ---------- | ---------- | ---------- |
| 2022  | PIT   | 56         | 73         | 3          | 1          | 0          | .987       | 19         | 30         | 2          | 0          | 0          | 1.000      | 38         | 59         | 2          | 1          | 1          | .984       |
| 2023  | PIT   | 16         | 16         | 0          | 0          | 0          | 1.000      | 120        | 265        | 2          | 1          | 0          | .996       | 28         | 16         | 0          | 0          | 0          | 1.000      |
| MLB   | MLB   | 72         | 89         | 3          | 1          | 0          | .989       | 139        | 295        | 4          | 1          | 0          | .997       | 66         | 75         | 2          | 1          | 1          | .987       |

- 2023年度シーズン終了時

### 背番号
- 65（2022年 - ）